# Eriopyga albitorna
Eriopyga albitorna là một loài bướm đêm trong họ Noctuidae.